# Mistrzostwa Świata w Kolarstwie Torowym 1946
43. Mistrzostwa Świata w Kolarstwie Torowym odbyły się w 1946 roku w szwajcarskim Zurychu. Rozegrano pięć konkurencji: oprócz poprzednio rozgrywanych sprintów zawodowców i amatorów oraz wyścigu ze startu zatrzymanego zawodowców dodano także dwie zupełnie nowe konkurencje – wyścig na dochodzenie zawodowców i amatorów. Były to pierwsze mistrzostwa świata w kolarstwie torowym po II wojnie światowej.

## Medaliści

### Mężczyźni
| Konkurencja                                   | Złoto          | Srebro              | Brąz           |
| --------------------------------------------- | -------------- | ------------------- | -------------- |
| Sprint indywidualny amatorów                  | Oscar Plattner | Axel Schandorff     | Cor Bijster    |
| Wyścig indywidualny na dochodzenie amatorów   | Roger Rioland  | Børge Gissel        | Halle Janemar  |
| Sprint indywidualny zawodowców                | Jan Derksen    | Georges Senfftleben | Arie van Vliet |
| Wyścig indywidualny na dochodzenie zawodowców | Gerrit Peters  | Roger Piel          | Arne Pedersen  |
| Wyścig ze startu zatrzymanego zawodowców      | Elia Frosio    | Jacques Besson      | Louis Chaillot |

## Klasyfikacja medalowa
| Miejsce | Państwo    |   |   |   | Razem |
| ------- | ---------- | - | - | - | ----- |
| 1.      | Holandia   | 2 | 0 | 2 | 4     |
| 2.      | Francja    | 1 | 2 | 1 | 4     |
| 3.      | Szwajcaria | 1 | 1 | 0 | 2     |
| 4.      | Włochy     | 1 | 0 | 0 | 1     |
| 5.      | Dania      | 0 | 2 | 1 | 3     |
| 6.      | Szwecja    | 0 | 0 | 1 | 1     |